# تپه غیبی سور
تپه غیبی سور مربوط به دوران‌های تاریخی پس از اسلام است و در شهرستان دیواندره، بخش مرکزی، روستای غیبی سور واقع شده و این اثر در تاریخ ۲۴ فروردین ۱۳۸۲ با شمارهٔ ثبت ۸۰۲۸ به‌عنوان یکی از آثار ملی ایران به ثبت رسیده‌است.
جمعیت این روستا بالغ بر ۱۰۰ خانوار و ۵۰۰ نفر جمعیت دارد.